# 東京CuteCute
東京CuteCute（とうきょうキュートキュート）は、日本のアイドルグループ。2015年にPaniCrew YOHEYプロデュースにより結成。

## 概要
グッドチョイスエンタテインメント所属のアイドルグループ。
「東京でイチバン"かわいい"アイドル」をコンセプトに、「Cute is justice!（かわいいは正義！）」を掲げて活動。
振り付けはプロデューサーでもあるPaniCrewのYOHEYが担当、楽曲には井手コウジや谷口尚久らが参加。
元々はWenDee、BABY☆STAR、アモレカリーナ東京のメンバーから選抜。2015年8月4日にお披露目。
通称「TCC」または「きゅーと2」。ファンの名前は「きゅーてぃーず」。
2019年5月、Chu-Zと合体し、事実上解散。2022年7月、新体制で再始動。

## 来歴
- 2015年
  - 8月4日 - グッドチョイス祭～シャッフルユニット炸裂vol.3～（表参道GROUND）にてお披露目
  - 8月23日 - 椎名ひかり主催「魔夏の土下座祭　其ノ２」にて初対バンライブ出演
  - 11月 - 初のMV「音楽と恋、まるでラプソディ」を公開[2]
- 2016年
  - 2月20日 - 六本木morph-tokyoにて1stワンマンライブ～キューティ来る、輝きは天使の輪～を開催。デビューから半年で120人を動員
  - 4月 - TOKYO MXにてレギュラー番組「シンデレラアカデミー」の放送が開始
  - 6月 - 月1定期公演を新宿MARZにて開催
  - 7月23日 - 7月24日 SEKIGAHARA IDOL WARS 2016〜関ケ原唄姫合戦〜に出演
  - 8月3日 - 初の水着MV「サンバde Cute Cute」を公開[3]
  - 8月7日 - 日本最大の野外アイドルフェス「TOKYO IDOL FESTIVAL2016」に出演
  - 8月から関東近郊のTSUTAYAにて”TSUTAYAで会えるアイドル”としてイベントを開始[4]
  - 9月9日 - 新宿BLAZEにて2ndワンマンライブ～9月9日はキュートキュートの日～開催。約400人を動員。
  - 9月30日 - 手売り限定1stシングル「七色フレーズ」を3か月間で7000枚を販売
  - 12月30日 - 清瀬虹絵、永井ゆうひが無期限活動休止
- 2017年
  - 2月4日 - 5日 初の海外遠征（台湾）、対バンライブに出演[5]
  - 5月18日 - 定期公演にて永井ゆうひが活動再開
  - 8月26日 - 「@JAM EXPO 2017」（横浜アリーナ）に出演[6]
  - 9月9日 - 竹芝ニューピアホールにて3rdワンマンライブ「#東京de1番カワイイde_SHOW」開催[7]　
  - 9月26日 - アイビーレコードよりメジャーデビューシングル「未完成の少女」を発売[8]
- 2018年
  - 1月20日 - 2月7日 東京CuteCute東名阪ツアー〜東名阪でも1番カワイイde_SHOW〜を開催[9] 。これより候補生だった赤荻百華が正規メンバーに昇格
  - 3月28日 - OTODAMA RECORDSより移籍第一弾シングル『SUGAR / 悠久シンフォニー』を発売[10]
  - 4月 - 名古屋月１定期公演を名古屋MIDにて開始[11]
  - 7月7日 - 「アイドル横丁夏まつり!!〜2018〜」（横浜赤レンガパーク）に出演。同日「グラドル横丁」に永井ゆうひが出演
  - 8月25日 - 「@JAM EXPO2018」（横浜アリーナ）に出演
  - 9月9日 - 白金高輪SELENE b2にて4thワンマンライブ「Cute9祭 2018」（キューキューサイ）開催
  - 10月10日 - 泉あいり卒業
  - 11月3日 - 赤荻百華が新ユニットへ移籍、伊森ふみか・幸はあと・音村怜花が加入
- 2019年
  - 4月 - 公式ブログにてChu-Zと共に新体制で活動となり、桜井りおなと上村笑瑠の卒業時期に伴い、今後の活動について、メンバー、スタッフともに協議を重ね新体制として活動を行う結論に至り、互いのグループで学んできたことをステージに生かし、更なる飛躍、スケールアップを目指すためChu-Zと東京CuteCuteは合体してChu-Zメンバー7名、西萌葉、春日佳奈子、更に新メンバー 雅(みやび)の10名による新生Chu-Zとして活動を行うことを発表した。
- 2020年
  - 11月18日 - 「Chu-Z春日かなこ卒業公演＆新体制お披露目LIVE」（白金高輪SELENE b2）にて一日限定で復活。メンバーは泉あいり、桜井りおな、清瀬虹絵、永井ゆうひ、西萌葉、上村笑瑠、春日佳奈子、赤荻百華。
- 2022年
  - 7月1日 - 新体制での再始動を発表。メンバーは西萌葉と新メンバーの天羽リリ、岡上優有妃、内山はる、咲月美泉、上水口姫香。
  - 7月31日 - Chu-Z、同事務所新グループSecret School、Waltettoともに表参道GROUNDにて新体制でのお披露目LIVE「新章〜伝説の始まり〜」を開催
  - 9月1日 - 咲月美泉、学業専念のため活動休止
  - 9月9日 - 越智あいり（過去在籍時「泉あいり」名義）、復帰
  - 11月27日 - 内山はる、岡上優有妃、活動終了
  - 12月1日 - 奈良怜那が加入
- 2023年
  - 1月15日 - 小見山沙空が加入
  - 2月10日 - 諸橋姫向が加入
- 2024年
  - 4月7日 - 石居明莉が加入
  - 8月 4日を以て解散したChu-Zに代わって、東海ラジオで東海ラジオミッドナイトスペシャルの「アイドル3」を担当開始

## メンバー
| 氏名       | メンバーカラー | 生年月日              | 出身地   | 加入      | 備考                                                  |
| ---------- | -------------- | --------------------- | -------- | --------- | ----------------------------------------------------- |
| 西萌葉     | 赤             | 1997年9月17日（27歳） | 神奈川県 | 2015年8月 | 2018年1月にサブリーダーに就任。元BABY☆STAR、元Chu-Z。 |
| 石居明莉   | 黄             | 5月21日               | 東京都   | 2024年4月 |                                                       |
| 小見山沙空 | 緑             | 7月27日               | 新潟県   | 2023年1月 | 元NGT48メンバー                                       |
| 恋水凛     | 紫             | 8月29日               | 鹿児島県 | 2025年1月 |                                                       |
| 柴田理名   | 青             | 7月12日               |          | 2025年1月 |                                                       |
| 白瀬みれい | 白             |                       |          | 2025年1月 |                                                       |
| 桃宮唯花   | オレンジ       | 11月8日               |          | 2025年1月 |                                                       |
| 桜ゆな     | ベビーピンク   | 2003年                |          | 2025年1月 |                                                       |
| 柚谷双葉   | ピンク         |                       |          | 2025年1月 |                                                       |

### 元メンバー
| 氏名         | メンバーカラー | 生年月日               | 出身地   | 活動期間               | 備考                                                                                     |
| ------------ | -------------- | ---------------------- | -------- | ---------------------- | ---------------------------------------------------------------------------------------- |
| 清瀬虹絵     | シンデレラ色   | 1996年3月19日（29歳）  | 東京都   | 2015年8月～2016年12月  |                                                                                          |
| 赤荻百華     | 緑             | 2004年1月26日（21歳）  | 神奈川県 | 2017年3月～2018年11月  | ますからびっと                                                                           |
| 一ノ瀬乃々華 |                | 1996年10月5日（28歳）  | 神奈川県 | 2017年3月～2017年8月   |                                                                                          |
| 伊森ふみか   |                |                        |          | 2018年11月～2018年12月 | ゆるっと革命団（伊森ゆき）                                                               |
| 三上みあん   | 白             | 2003年6月26日（22歳）  | 埼玉県   | 2017年3月～2017年12月  | キロノヴァ（紫月みあん）                                                                 |
| 桜井りおな   | 黄色           | 1995年3月4日（30歳）   | 宮城県   | 2015年8月～2019年4月   |                                                                                          |
| 永井ゆうひ   |                | 1996年10月16日（28歳） | 茨城県   | 2015年8月～2019年1月   |                                                                                          |
| 上村笑瑠     |                |                        |          |                        | HO6LA（笑瑠）、CUTIE STREET（川本笑瑠）                                                  |
| 幸はあと     | ピンク         | 1999年3月8日（26歳）   | 福岡県   | 2018年11月～2019年2月  |                                                                                          |
| 音村怜花     |                | 2001年3月23日（24歳）  | 茨城県   | 2018年11月～2019年2月  | Chu☆Oh!Dolly（安藤莉々花）、#DSPMSTARS、STAiNY（伊藤れいか）、ゆるっと革命団（白井れい） |
| 天羽リリ     | 黄             | 2003年10月11日（21歳） | 北海道   | ～2024年4月            | 卒業後chuLa（綿森ろわ）                                                                  |
| 咲月美泉     | 水色           | 3月17日                | 東京都   | 2022年7月～2023年3月   |                                                                                          |
| 上水口姫香   | ピンク         | 2002年5月27日（23歳）  | 東京都   | 2022年7月～2023年3月   | 元アイドルカレッジ、ラストアイドル                                                       |
| 奈良怜那     | 紫             | 1月11日                | 青森県   | 2022年12月～2024年4月  |                                                                                          |
| 内山はる     | 白             |                        |          | 2022年7月～2022年11月  |                                                                                          |
| 岡上優有妃   | オレンジ       |                        |          | 2022年7月～2022年11月  |                                                                                          |
| 諸橋姫向     | オレンジ       | 1月4日                 | 新潟県   | 2023年2月～2025年3月   | 元NGT48メンバー                                                                          |
| 越智あいり   | 青             | 9月10日                | 大阪府   |                        | 2022年9月に復帰（過去在籍時は「泉あいり」名義） 元XPLACE、卒業後Melodys High             |
| 延命舞       |                |                        |          |                        | 研究生から                                                                               |

## 作品

### シングル
- 『七色フレーズ/You&Me』（2016年7月1日発売）
- 『ハッピーエンドへ！/サンバde Cute Cute』（2016年11月1日発売）
- 『恋人未満のサンタクロース/キミがいればキミといれば』（2016年12月1日発売）
- 『彩りチェリッシュ/東京レクイエム』（2017年1月1日発売）
- 『My Age～中華街の約束～/明日咲く花』（2017年2月8日発売）
- 『恋しちゃったよ/ショコラミントの片思い』（2017年3月1日発売）

### シングル（メジャーリリース）
- 『未完成の少女』（アイビーレコード、2017年9月26日発売）[18]　オリコンデイリー3位、ウィークリー14位

- 『SUGAR / 悠久シンフォニー』（OTODAMA RECORDS、2018年3月28日発売）[19]　オリコンデイリー6位、ウィークリー13位

### 配信限定リリース
- 『恋色花火』（OTODAMA RECORDS、2018年7月17日発売）

## 出演

### テレビ

#### ドラマ
- ドンナビアンカ(えみる　かなこ)

#### バラエティ
- シンデレラアカデミー（2016年4月-9月、TOKYO MX） [20]
- AKIBAだんじょん!（2016年8月4日、TOKYO MX）[21] - 永井、泉、西
- アイドルゾーン20時（2019年4月4日‐6月28日、TOKYO MX2）木曜アシスタント、桜井のみ[22]

#### 情報番組
- モーニングCROSS（2016年4月5日、TOKYO MX）

#### 音楽番組
- 楽遊の高層アイドル！！（2017年11月3日、TOKYO MX）[23]
- 東京アイドル戦線（2018年3月22日、テレビ東京）
- バズリズム02（2018年3月23日・30日、日本テレビ）
- Music B.B.（2018年8月13日-19日、TOKYO MX ほか）
- 楽遊のさきどり★アイドル塾（2018年9月7日、TOKYO MX）

### 雑誌
- LOVE berry(ラブベリー) vol.1-4 (Town Mook) [24]（2015年12月25日 - 2016年10月20日、徳間書店）- 西
- バイク情報誌「GooBike首都圏版」（2016年8月16日、プロトコーポレーション） - 永井
- 月刊ENTAME(エンタメ)５月号(2018年3月30日、徳間書店) - 西
- MARQUEE Vol.126（2018年4月10日）[25]
- IDOL VILLAGE 10月号（2018年8月31日） - 永井
- FLASH DIAMOND（2018年10月9日） - 永井、泉

### 舞台
- ライブミュージカル「プリパラ」み～んなにとどけ！プリズム☆ボイス（2016年2月4日 - 7日 、Zeppブルーシアター六本木）- 桜井、泉、永井
- 「超十代 -ULTRA TEENS FES- 2016＠TOKYO」LOVEberryステージランウェイ（2016年3月29日、幕張メッセ）- 西

### CM
- 『吉野家　パワーサラダ　牛サラダボウル』イメージキャラクター（2017年8月24日 - ）- 永井
- Nintendo Switch「すみっコぐらし すみっコパークへようこそ」プロモーション・ビデオ[26]（2017年10月3日 - ） - 赤荻
- マクドナルド『500円バリューセット「こんな時間が、ゴチソーだ。」30秒 卒業篇』[27]（2019年2月19日 - ）- 上村、春日

### インターネット放送
- 『えりぬきアイドルがその場で調べるニュースの結論（略して）バラ売り』 #56 #60 [28]（2018年3月10日・5月5日 、Kawaiian TV） - 永井
- 『南波一海のアイドル三十六房』[29]（2018年4月5日、タワレコTV） - 桜井、西、泉、永井
- 『安田大サーカスクロちゃんのアイドルステーション』[30]（2018年4月6日、目黒FM） - 永井、上村、春日
- 『@JAM応援宣言！”@JAM THE WORLD”』(2018年6月25日、SHOWROOM) - 西、永井、上村、春日
- 『ディ〜とも！プレステージ』＆『DJ Tomoaki's Radio Show!』（2018年12月13日、下北ＦＭ）[31]